# Час «Ч». Современная мировая антибуржуазная мысль
Час «Ч». Современная мировая антибуржуазная мысль — книжная серия издательства «Гилея», объединяющая труды леворадикальных мыслителей второй половины XX века. Серия «Час Ч», открытая Сергеем Кудрявцевым в 2002 году, — первый в России независимый издательский проект, ориентированный на современную левую антибуржуазную мысль. На данный момент в серии представлены такие видные представители зарубежной левой сцены, как: Джерри Рубин и Эбби Хоффман — основатели Международной молодёжной партии; Ульрика Майнхоф — теоретик нашумевшей в 1970-х RAF; Субкоманданте Маркос — лидер сапатистов, живая икона альтерглобализма; Рауль Ванейгем — автор книги «Революция повседневной жизни», «библии» ситуационизма; Джон Зерзан — один из основных теоретиков анархо-примитивизма.

## Книги, выпущенные в серии до 2012 года
- 1. Субкоманданте Маркос. Другая революция. Сапатисты против нового мирового порядка. 2002 г. Тираж 2000 экз.
- 2. Хаким-Бей. Хаос и анархия. Революционная сотериология. 2002 г. тираж 1500 экз.
- 3. Эбби Хоффман. Сопри эту книгу! Как выживать и сражаться в стране полицейской демократии. 2003 г. Тираж 2000 экз.
- 4. FARC-EP. Революционная Колумбия. История партизанского движения. 2003 г. Тираж 1500 экз.
- 5. Исраэль Шамир. Хозяева Дискурса. Американо-израильский терроризм. 2003 г.
- 6. Ульрика Майнхоф. От протеста — к сопротивлению. Из литературного наследия городской партизанки. 2004 г. Тираж 2000 экз.
- 7. Кристоф Агитон. Альтернативный глобализм. Новые мировые движения протеста. 2004 г. Тираж 1500 экз.
- 8. Боб Блэк. Анархизм и другие препятствия для анархии. 2004 г. Тираж 1500 экз.
- 9. Рауль Ванейгем. Революция повседневной жизни. Трактат об умении жить для молодых поколений. 2005 г. Тираж 2000 экз.
- 10. Джон Зерзан. Первобытный человек будущего. 2007 г. Тираж 1000 экз.
- 11. Motherfuckers. Уличная банда с анализом. 2007 г. Тираж 1000 экз.
- 12. Джерри Рубин. Действуй! Сценарии революции. 2008 г. Тираж 2000 экз.
- 13. CrimethInc. Анархия в эпоху динозавров (текст / аудиоверсия). 2010 г. Тираж 500 экз.
- 14. Алек Эпштейн, Олег Васильев. Полиция мыслей: власть, эксперты и борьба с экстремизмом в современной России. 2011 г.
- 15. Ситуационистский Интернационал. О нищете студенческой жизни. 2012 г. Тираж 1000 экз.